# Anterior (Band)
Anterior war eine britische Melodic-Death-Metal-Band, die von 2003 bis 2012 aktiv war.

## Geschichte
Die Band wurde im Jahr 2003 von vier 17-jährigen Schulfreunden gegründet. Anfangs beschränkte man sich auf das Nachspielen von Liedern anderer Bands, bald wurden dann selbstkomponierte Lieder gespielt.
Im Sommer 2004 wurde ein von der Band selbstfinanziertes Demo aufgenommen, welches das Interesse lokaler Konzertveranstalter erregte und der Band Supportauftritte bei u. a. DragonForce, The Black Dahlia Murder, Himsa und 3 Inches of Blood einbrachte.
In den Sonic One Studios wurden neue Lieder aufgenommen. Produziert wurden die Aufnahmen von Tim Hamill. Während des Schreibprozesses bekam Luke Davies gesundheitliche Probleme, welche ihm das Gitarrespielen dauerhaft unmöglich machten. Alle Gitarrenspuren wurden daher von Leon Kemp eingespielt. Unterstützt durch soziale Netzwerke wie MySpace wurde die Band einer breiteren Öffentlichkeit bekannt, was in einem weltweiten Plattenvertrag mit Metal Blade Records resultierte.
Supportauftritte für As I Lay Dying, Sanctity, 3 Inches of Blood, The Black Dahlia Murder und The Ocean folgten.
Das Debütalbum This Age of Silence wurde weltweit am 12. Juni 2007 veröffentlicht.
Als Ersatz an der Gitarre für Luke Davies wurde der ehemalige Gitarrist von Mendeed Steven Nixon engagiert.
2008 tourte Anterior u. a. mit DevilDriver, Himsa, Dying Fetus und Children of Bodom. 2009 fanden Touren u. a. mit All That Remains, The Haunted, The Rotted und Malefice statt; ebenso ein Auftritt beim Bloodstock Open Air.
Ende 2009 gab die Band bekannt, dass James Cook, der ursprünglich nur für die Tour 2009 eingesprungen war, der neue Schlagzeuger der Band wird.
2011 erschien das zweite Album Echoes of the Fallen. Dieses wurde in den Grindstone Studios aufgenommen und von Scott Atkins produziert.
Am 30. Januar 2012 gab die Band auf Facebook die Auflösung bekannt.

## Diskografie
- 2007: This Age of Silence (Album, Metal Blade Records)
- 2011: Echoes of the Fallen (Album, Metal Blade Records)